# إدغار مارين
إدغار مارين (بالإسبانية: Edgar Marín)‏ (22 مايو 1943 في كوستاريكا - ) هو مدرب كرة قدم ولاعب كرة قدم كوستاريكي في مركز الهجوم. شارك مع منتخب كوستاريكا تحت 20 سنة لكرة القدم ومنتخب كوستاريكا لكرة القدم. أما مع النوادي، فقد لعب مع بي إي سي زفوله وديبورتيفو سابريسا وغو أهد إيغلز وأوكلاند كليبرز ‏ وكانزاس سيتي سبورز ‏.

## وصلات خارجية
- إدغار مارين على موقع الاتحاد الدولي (مؤرشف)  (الإنجليزية)
- إدغار مارين على موقع قاعدة بيانات كرة القدم.إي يو (الإنجليزية)
- إدغار مارين على موقع ناشيونال فوتبول تيمز (الإنجليزية)